# Hradište (Niżne Tatry)
Hradište (1326 m) – szczyt w lewych zboczach Bocianskiej doliny w Niżnych Tatrach na Słowacji.
Stanowi zakończenie północno-wschodniego grzbietu szczytu Ohnište. Grzbiet ten oddziela dwie dolinki będące odgałęzieniem Bocianskiej doliny: Michalovską dolinę i Svidovską dolinę. Do Michalovskiej doliny opadają północne stoki Hradište, do Svidovskiej stoki południowo-wschodnie. Pomiędzy korytem rzeki Boca a wschodnimi podnóżami szczytu biegnie droga krajowa nr 72. Północno-wschodnie podnóża Hradište opadają na niewielkie, płaskie rozszerzenie na dnie Doliny Bocianskiej. Znajduje się na nim kilka domów niewielkiej osady Michalovo.
Hradište zbudowany jest ze skał wapiennych. Ich wychodnie są widoczne w szczytowych partiach szczytu i na grzbiecie łączącym go ze szczytem Ohnište. Poza tym Hradište jest całkowicie porośnięty lasem. Górna część zboczy znajduje się w obrębie Parku Narodowego Niżne Tatry, ponadto najbardziej skaliste partie wierzchołkowe objęte są dodatkową ochroną – utworzono na nich rezerwat przyrody Ohnište.
Słowackie słowo hradište w tłumaczeniu na język polski oznacza grodzisko, grodziszcze, czyli ruiny dawnego grodu. 